# Charles Woeste

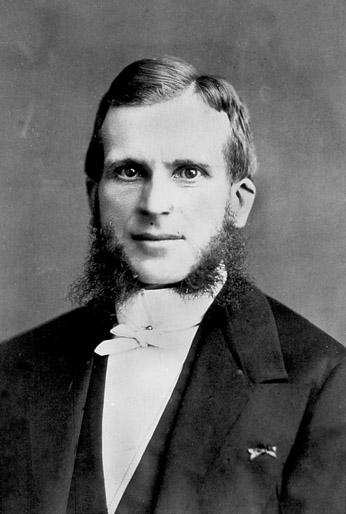
Charles Woeste

Graaf Charles Frédéric Auguste Woeste (Brussel, 26 februari 1837 – Elsene, 5 april 1922) was een Belgisch politicus.

## Levensloop
Woeste was een zoon van Edouard Woeste en van Henriette Vauthier. In Elberfeld (Rijnland) geboren op 27 maart 1796, was de protestantse Edouard Woeste zich in Brussel komen vestigen en verkreeg hij bij KB van 15 januari 1841 de grote naturalisatie. Van 1843 tot 1853 was hij consul van Pruisen. Hij had een bank opgericht, die in 1848 in moeilijkheden kwam. Zijn vrouw, Henriette-Constance Vauthier, was de dochter van Antoine Vauthier die uit Lotharingen kwam en die van 1811 tot 1844 ontvanger van de stad Brussel was. 

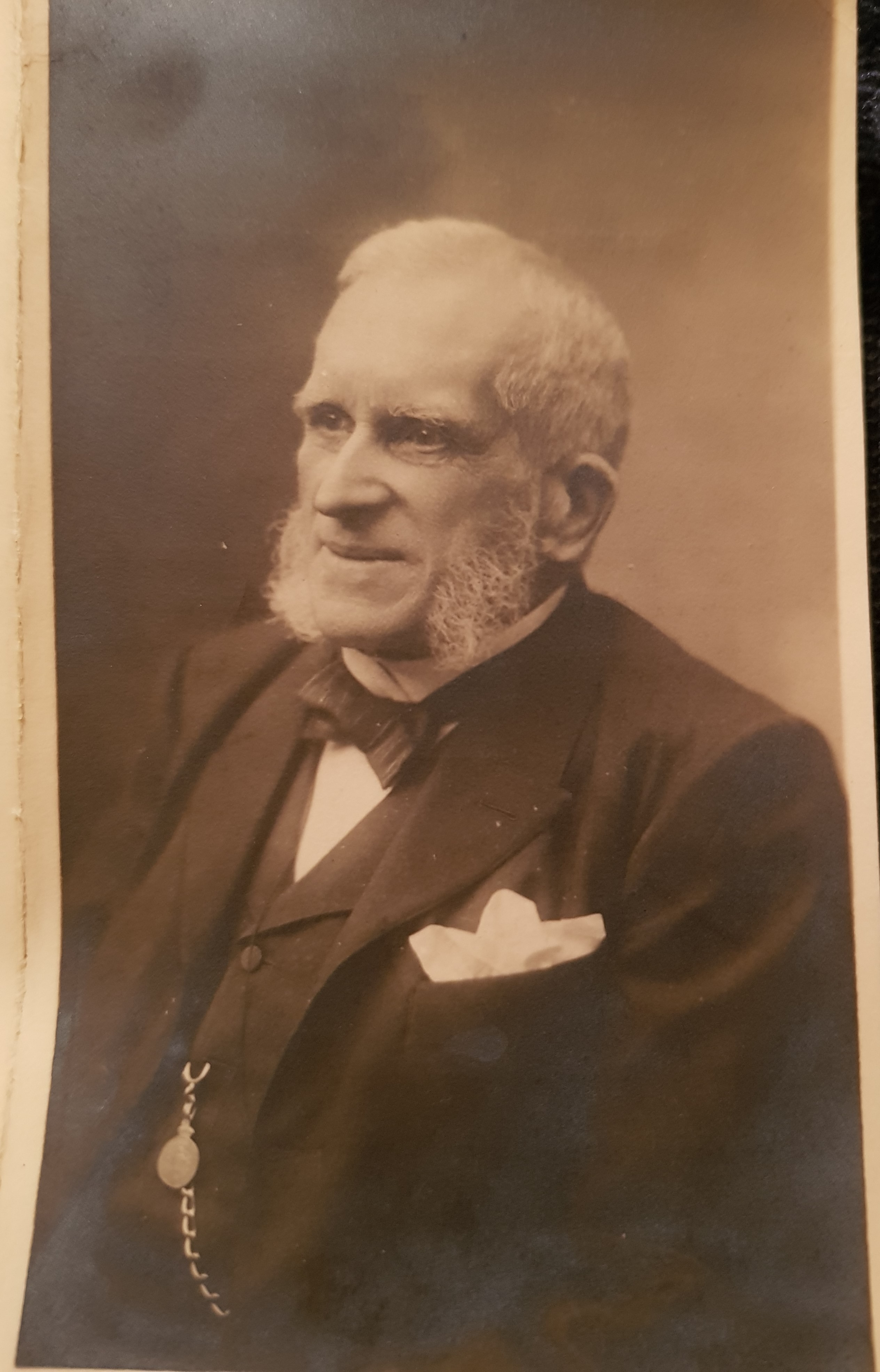
Charles Woeste

Charles Woeste bekeerde zich in 1853 tot het katholicisme onder impuls van zijn moeder, tot grote onvrede van zijn vader. Woeste trouwde in 1866 met barones Marie-Louise Greindl (Brugge 1841 - Elsene 1910), dochter van luitenant-generaal en minister van Oorlog Léonard Greindl. Ze kregen zeven kinderen, maar in 1990 is de familie Woeste uitgestorven.

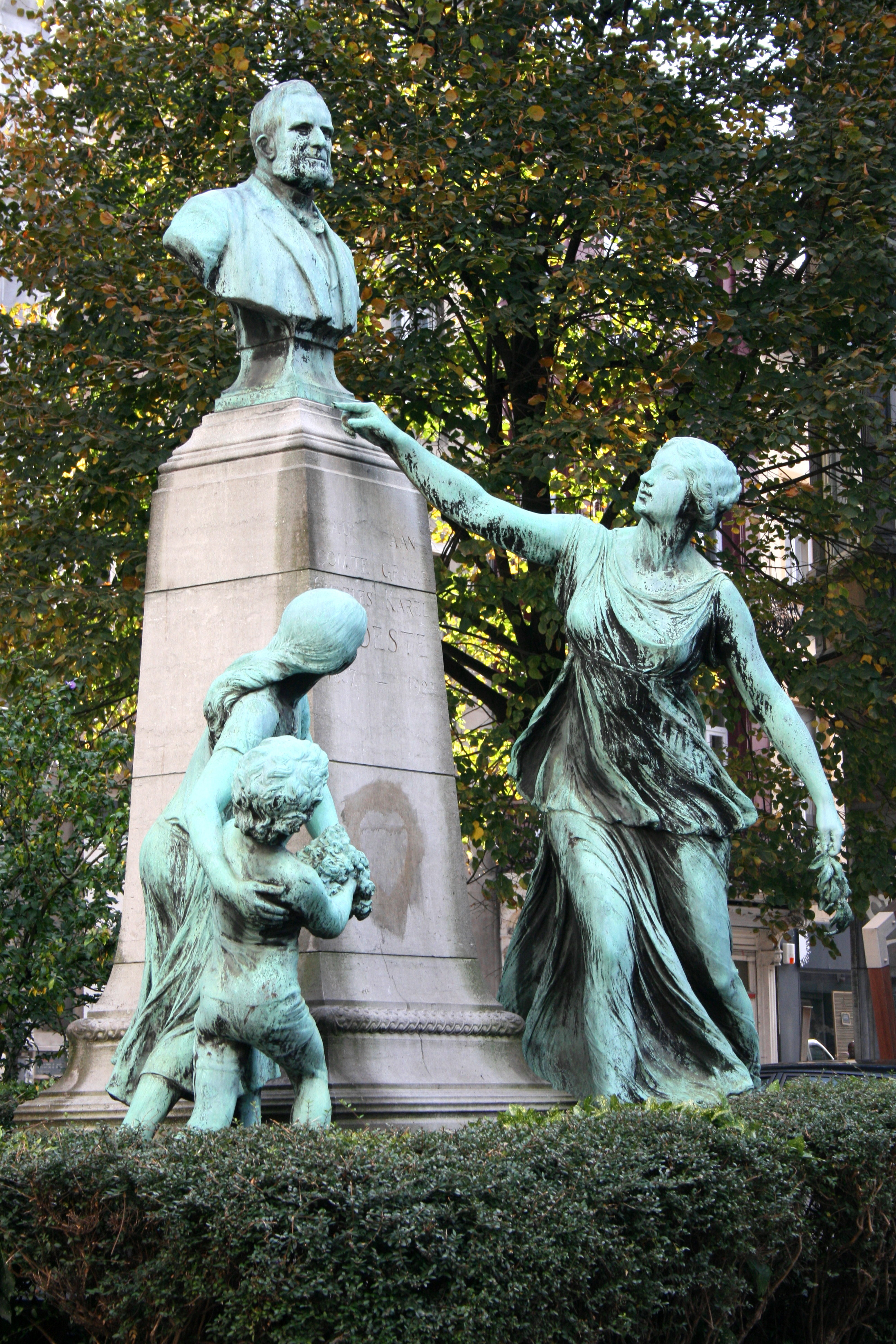
Monument voor Woeste in Elsene van de hand van Frans Huygelen

Hij volgde middelbare studies aan het Koninklijk Atheneum van Brussel. In 1858 promoveerde hij tot doctor in de rechten aan de ULB en vestigde zich als advocaat in Brussel. Hij werd stafhouder van de Orde van Advocaten aan het Hof van Cassatie in 1890-1892. Ook schreef hij artikelen in de Journal de Bruxelles, de Revue belge et étrangère en de Revue générale, waarvan hij in 1868 de directeur werd.
Hij behoorde tot de Katholieke Partij en speelde er een zeer belangrijke rol. In 1869 was hij een van de oprichters van het Verbond van Katholieke Kringen. Dit was een reactie op het toenemende antiklerikalisme van de liberalen tegenover de katholieken. In 1921 werd deze partij omgedoopt tot Katholieke Unie van arbeiders, burgers, middenstanders en landbouwers.
Woeste was van 1874 tot aan zijn dood lid van de Belgische Kamer van volksvertegenwoordigers voor het arrondissement Aalst, nadat een eerdere poging om in het arrondissement Brugge verkozen te geraken was mislukt. Van december 1884 tot januari 1919 was hij de voorzitter van Federatie van Katholieke Kringen en Conservatieve Verenigingen, de conservatieve vleugel van de Katholieke Partij. 
Hij was het totaal niet eens met de gematigde en radicale christendemocraten die de Katholieke Partij wilden omvormen in een standenpartij met een sociaal-vooruitstrevend en democratisch programma. Hierdoor kwam hij in conflict met de Belgische Volksbond, de zogenaamde Jeune Droite binnen de Katholieke Partij en de Christene Volkspartij van priester Adolf Daens. Veel van de recente beeldvervorming over Woestes optreden in de zaak-Daens werd veroorzaakt door de succesrijke film, later hernomen als gelijknamige musical, over de kwestie. Het conflict tussen Woeste en de Daensisten kwam hierin naar voor zoals het aan bod kwam in de militante roman Pieter Daens (1971) van Louis Paul Boon. Niettemin klopt het beeld van een Woeste die kinderarbeid geen enkel probleem vond en die zich in het parlement sterk verzette tegen het opkomende sociale staatsinterventionisme zoals het door de zogeheten christendemocraten werd voorgestaan.
Woeste was, maar slechts korte tijd, Belgisch minister van justitie, van juli tot oktober 1884, in een regering-Malou. Hij werd tot Minister van Staat benoemd op 15 november 1891.
Hoewel hij geen Nederlands sprak, was Woeste naar eigen zeggen een aanhanger van de Vlaamse zaak. Hij zag in de Vlaamse volkstaal en cultuur een garantie voor het behoud van het christelijk karakter van Vlaanderen en dat was de reden waarom hij in de mate van het mogelijke tegemoet kwam aan Vlaamse eisen voor vernederlandsing. In het parlement probeerde hij echter de Vlaamse eisen zoveel mogelijk in te dijken en ook wilde hij niet weten van eentaligheid in Vlaanderen.
In mei 1914 werd hij opgenomen in de Belgische erfelijke adel met de persoonlijke titel van graaf. Hij was de laatste om te worden geadeld vooraleer de Wereldoorlog uitbrak. Zijn wapenspreuk luidde Foi et Travail. Een borstbeeld van de hand van Franz Huygelen werd in 1923 ingehuldigd, en geplaatst op een sokkel op het pleintje voor de Sint-Bonifatiuskerk in Elsene. Hij werd begraven op de Begraafplaats van Dieweg te Ukkel, maar het opschrift op de grote grafzerk is nog moeilijk leesbaar.

## Eretekens
Hij ontving verschillende nationale en internationale onderscheidingen ontvangen tijdens zijn actieve carrière. Zo was hij drager van:
- het Grootkruis in de Leopoldsorde,
- het Burgerlijk Kruis 1ste Klasse,
- de regeringsmedaille van koning Leopold II.

Het Grootkruis in de Orde van Sint-Gregorius de Grote, de Orde van het Heilig Graf, de Christusorde en de Piusorde en het Kruis Pro Ecclesia et Pontifice waren Vaticaanse onderscheidingen die Woeste ontving in erkenning van zijn inzet voor de Kerk.
Hij was erelid van K.A.V. Lovania Leuven, een bevriende vereniging van het Cartellverband der katholischen deutschen Studentenverbindungen.

## Publicatie
- Mémoires pour servir à l'histoire contemporaine de la Belgique, 3 delen, Brussel, 1927, 1933, 1937. (deel 1: 1859-1894)
- A travers dix années, 1885-1894, Brussel, 1895.
- Oeuvres de combat, Brussel, 1921.